# Encaste Villamarta
Villamarta es un encaste propio del toro de lidia español, procedente de un cruce de reses de Casta Vistahermosa. Por sus particularidades genéticas aparece registrado por el Ministerio del Interior de España, figurando dentro del Libro Genealógico de la Raza Bovina de Lidia dependiente del Ministerio de agricultura.
El nombre de este encaste se debe a la ganadería homónima que fundara en 1914 el aristócrata andaluz Álvaro Dávila y Ágreda, IX marqués de Villamarta, quien se compuso su vacada mediante la compra de reses de origen vistahermoseño y vazqueño.

## Historia
El origen de este encaste se debe a la ganadería que fundara en 1914 el potentado andaluz Álvaro Dávila y Ágreda, marqués de Villamarta, quien formó una "importante ganadería de toros bravos, al comprar más de trescientas cabeza de ganado de Murube, Urcola y Medina Garvey, que cruzó con sementales de Parladé y posteriormente con reses del Conde de Santa Coloma".
La compra de bravo que había realizado el marqués la compuso a base de los lotes adquiridos a Tomasa Escribano, viuda de Murube, a Félix Urcola y a Patricio Medina, cuyas reses ascendían del encaste Hidalgo-Barquero, así como dos sementales de origen Parladé. Se trataba de una ganadería de grandes mezclas genéticas que arrojaría "un tipo de toro que ya en la década de los años veinte alcanzó un gran prestigio y que fue aumentando en la siguiente"; especialmente gracias al juego que ofrecían sus reses durante el tercio de varas y los triunfos cosechados por los toreros de la época a pesar de no ser reses fáciles de lidiar.

## Características
Los toros de origen Villamarta están claramente definidos por sus características zoomórficas, que beben de las fuentes genéticas de dos castas distintas como son las de Vistahermosa y Vazqueña. Por esta razón, la legislación española reconoce las singularidades del encaste, estableciendo las siguientes características:

### Morfología
- Animales hondos, largos, bien enmorrillados, con tercio posterior bien proporcionado y con frecuente incurvamiento dorsolumbar (lordosis).
- Buen desarrollo de defensas, a veces cornalones y astifinos, con mirada expresiva y manifiesta papada.
- Predominan las pintas negras, aunque a veces se dan tostados, castaños y cárdenos. Como accidentales destaca la presencia de mulatos, chorreados, calceteros, coliblancos, bragados, meanos, jirones, luceros, facados, estrellados y caribellos, entre otros.

## Ganaderías relacionadas
En 2009 había 10 ganaderías de encaste Villamarta, que sumaban 533 vacas reproductoras y 54 sementales. Entre ellas se encuentran las siguientes:
| Hierro         | Nombre                                               | Antigüedad     | Finca                  | Localidad            | Provincia | País   | Filiación | Estado       | Ref.                               |
| -------------- | ---------------------------------------------------- | -------------- | ---------------------- | -------------------- | --------- | ------ | --------- | ------------ | ---------------------------------- |
|                | Badía Hermanos                                       | Sin antigüedad | El Parroso             | Morón de la Frontera | Sevilla   | España | UCTL      | Activo       | [ 8 ] [ 9 ] [ 10 ]                 |
| Huerto Gaena   | Badía Hermanos                                       | Sin antigüedad |                        | Morón de la Frontera | Sevilla   | España | UCTL      | Activo       | [ 8 ] [ 9 ] [ 10 ]                 |
|                | Fidel San Román (antes Hermanos Guardiola Domínguez) | 08-06-1949     | Robledo de los Osillos | Los Yébenes          | Toledo    | España | UCTL      | Activo       | [ 11 ] [ 12 ]                      |
|                | Guardiola Fantoni                                    | 23-09-1945     | El Toruño              | Utrera               | Sevilla   | España | UCTL      | Desaparecida | [ 13 ] [ 14 ]                      |
| Dehesa el Viar | Guardiola Fantoni                                    | 23-09-1945     | Almadén de la Plata    |                      | Sevilla   | España | UCTL      | Desaparecida | [ 13 ] [ 14 ]                      |
| Azul y plata   | Toros Villalpando                                    | Sin antigüedad | Dehesa del Encinar     | Villalpando          | Zamora    | España | -         | Activo       |                                    |
| Azul y plata   | Toros Villalpando                                    | Sin antigüedad | Dehesa de Villoria     | Sayago               | Zamora    | España | -         | Activo       |                                    |
|                | Villamarta                                           | 22-04-1921     | Las Casitas            | Puebla de Guzmán     | Huelva    | España | UCTL      | Activo       | [ 15 ] [ 16 ] [ 17 ] [ 18 ] [ 19 ] |